# سارا مک‌من
سارا مک‌من (انگلیسی: Sara McMann؛ زادهٔ ۲۴ سپتامبر ۱۹۸۰) کشتی‌گیر زن اهل ایالات متحده آمریکا است.